# Colias erate
Colias erate, auf Deutsch auch Steppen-Gelbling, ist ein Schmetterling (Tagfalter) aus der Familie der Weißlinge (Pieridae).

## Merkmale
Die männlichen Falter erreichen eine Flügelspannweite von 36 bis 40 Millimeter und die weiblichen 38 – 50 Millimeter, wobei die zentralasiatischen Falter generell größer als europäischen sind. Sie haben etwas spitzere Flügelspitzen, als verwandte Arten. Wie die meisten Colias-Arten hat auch Colias erate eine gelbe Flügelgrundfärbung. Weibchen mit weißlich gefärbten Flügeln treten in Europa manchmal auf und überwiegen in Zentralasien. Die Falter sind in ihrer Färbung äußerst variabel und deswegen sehr schwer von den ähnlichen Arten der gleichen Gattung zu unterscheiden. Die Flügeloberseiten sind zitronengelb gefärbt und haben einen breit schwarz gefärbten Außenrand. Um die Flügelspitze verläuft das Schwarz auch Richtung Vorderrand. Bei den Männchen ist das Schwarz kräftig und nur mit keinen oder wenigen gelben Submarginalflecken durchsetzt, bei den Weibchen ist es blass und schließt darüber hinaus mehrere solcher Flecken ein. Etwa in der Mitte des Vorderflügels, etwas zum Vorderrand versetzt befindet sich ein kleiner schwarzer Fleck. Die Oberseiten der Hinterflügel sind ebenso zitronengelb gefärbt, aber leicht dunkel bestäubt. Ein Großteil des Außenrandes ist ebenfalls, aber nicht so breit dunkel gerandet. Bei den Weibchen ist das Schwarz erneut deutlich blasser und stellenweise durch Gelb unterbrochen. In der Mitte des Flügels befindet sich ein oranger Fleck. Die Unterseite beider Flügelpaare ist kräftiger gelb gefärbt und leicht dunkel-olivgrünlich gestäubt. Der gesamte Rand ist fein rötlich gerandet. Der schwarze Fleck der Vorderflügel findet sich neben einigen weiteren Submarginalflecken entlang des Außenrandes auch auf der Unterseite. Auf den Hinterflügeln befindet sich statt des orangen ein heller, rötlich gerandeter Fleck, an den ein weiterer sehr kleiner Fleck angrenzt. Die dunkle Submarginalfleckreihe der Vorderflügel setzt sich am Außenrand der Hinterflügel fort, ist aber nur schwach erkennbar.

## Ähnliche Arten
- Hufeisenklee-Gelbling (Colias alfacariensis)
- Postillon (Colias croceus)
- Goldene Acht (Colias hyale)
- Hochmoorgelbling (Colias palaeno)

## Vorkommen
Die Tiere sind Wanderfalter und kommen in Südosteuropa, dem Nordwesten der Türkei, über Zentralasien östlich bis nach Japan vor. Sie leben auch in Somalia und Äthiopien. In Mitteleuropa sind sie bis ins Alpenvorland von Niederösterreich verbreitet und sogar in Oberösterreich einige Male aufgefunden worden. Ebenso gibt es erste Nachweise der Art in Bayern, etwa Vilshofen bei Passau. Erste Nachweise aus Österreich stammen von 1990. Man findet sie überall dort, wo ihre Raupenfutterpflanzen wachsen, auch in großen Höhen. In Asien steigen sie bis an die Vegetationsgrenze in etwa 4.500 Metern Höhe.

## Lebensweise
Aus dem Nordosten Griechenlands ist dokumentiert, dass die Art sich mit dem Postillon kreuzt. Diese Exemplare weisen Merkmale beider Arten auf. Die Überwinterung findet im Raupenstadium statt.
Die oligophagen Raupen ernähren sich von Luzerne (Medicago sativa) und von mehreren anderen Hülsenfrüchtlern wie beispielsweise von Schneckenklee (Medicago), Klee (Trifolium), Hornklee (Lotus), Esparsetten (Onobrychis) und Steinklee (Melilotus).
Die Falter fliegen in zwei bis fünf Generationen von Mitte März bis Oktober.

## Belege